# Рас
Рас (амх. ራስ «голова; головна, основна частина»ራስ «голова; головна, основна частина») — починаючи з XVI століття, вищий військово-феодальний титул в Ефіопії. Присвоювався самим імператором; спочатку — тільки правителям найбільших провінцій країни та верховним воєначальникам. Також цей титул мали право носити деякі шановані керівники Коптської церкви.
За значимістю приблизно відповідав західноєвропейському титулу «герцог».
З ХІХ століття став зустрічатися частіше. Деякі правителі провінцій і командувачі військами зберігали титул «рас» до повалення імператора Хайле Селассіє I в Ефіопії в 1974 році.